# Ailigasroavvi
Ailigasroavvi är en kulle i Finland. Den ligger i Utsjoki kommun i landskapet Lappland, i den norra delen av landet, 1 000 km norr om huvudstaden Helsingfors. Toppen på Ailigasroavvi är 519 meter över havet. Ailigasroavvi ingår i Paistunturit.
Terrängen runt Ailigasroavvi är kuperad västerut, men österut är den platt.  Trakten runt Ailigasroavvi är nära nog obefolkad, med mindre än två invånare per kvadratkilometer. Närmaste större samhälle är Karigasniemi, 9,9 km sydväst om Ailigasroavvi. Omgivningarna runt Ailigasroavvi är i huvudsak ett öppet busklandskap.